# Přímotažný závěr
Přímotažný závěr je konstrukční prvek používaný u opakovacích pušek. K nabití zbraně stačí pohyb napínací pákou dozadu a vpřed. Na rozdíl od rozšířenějších variant opakovacích pušek s otáčivým odsuvným závěrem není potřeba otočit klikou závěru o přibližně 90°kolem podélné osy pro odemčení závěru. Přímotažný závěr má zpravidla delší chod, protože část pohybu vzad je potřebná na odemčení závěru.
Přímotažný závěr umožňuje vyšší rychlost střelby, ale je složitější. Hlavní nevýhodu je, že u těchto zbraní častěji dochází k zaseknutí prázdné nábojnice v nábojové komoře. To je zapříčiněno roztažením nábojnice teplem a jejímu "přilepení" ke stěnám komory. Otočný odsuvný závěr, před vyhozením nábojnici pootočí kolem podélné osy a poskytuje střelci také větší páku pro uvolnění nábojnice. Například v bojích během první světové války se stávalo, že vojáci rakousko-uherské armády vyzbrojení puškou Mannlicher 1895 museli na napínací páku dupat, aby uvolnili zaseknutý závěr a tím riskovali zanesení nečistot do zbraně.
Přímotažný závěr je často použit u sportovních malorážek pro biatlon, zde se používá například uzamčení pomocí kloubového závěru jako u pistole P 08 ale otočeného o 90° kolem podélné osy.